# Saudade (album)
Saudade è un album discografico del gruppo di musica elettronica statunitense Thievery Corporation, pubblicato nel 2014.

## Tracce
1. Décollage (feat. Lou Lou Ghelichkhani) - 3:23
2. Meu Nêgo (feat. Karina Zeviani) - 3:21
3. Quem Me Leva (feat. Elin Melgarejo) - 3:29
4. Firelight (feat. Lou Lou Ghelichkhani) - 3:33
5. Sola in Citta (feat. Elin Melgarejo) - 2:27
6. No More Disguise (feat. Lou Lou Ghelichkhani) - 3:28
7. Saudade - 2:07
8. Claridad (feat. Natalia Clavier) - 3:44
9. Nós Dois (feat. Karina Zeviani) - 3:03
10. Le Coeur (feat. Lou Lou Ghelichkhani) - 3:04
11. Para Sempre (feat. Elin Melgarejo) - 2:58
12. Bateau Rouge (feat. Lou Lou Ghelichkhani) - 4:09
13. Depth of My Soul (feat. Shana Halligan) - 3:23